# Папук
Папук је највећа планина у Славонији. Налази се у источној Хрватској, на северној и северозападној граници Пожешке котлине. Највиши врх планине је Папук (953 метара). Папук се простире између планина Билогора - на северозападу, Крндија на истоку и Равне Горе и Псуња на југозападу. 
Палеозично језгро, грађено од гнајса, на врховима прекривају кредне (кречњак и доломит) и терцијарне (лапорац) наслаге. 
Папук се одликује великим шумским богатством, у којем преовладавају шуме букве и храста, поред тога јавора, клена и јасена. У мањој мери заступљени су бреза, бор и питоми кестен. Огољелих стена има само у нижим деловима и поточним коритима. За славонско су горје необичне Соколине стијене (564 m) недалеко од Горњих Врховаца које су местимично голе, глатке и готово окомите.
Папук је изворно подручје многих водених токова: (Чађавица, Карашица и Пакра).
На подручју Папука сачувани су значајнији остаци културне баштине везани за два историјска доба, праисторијско доба и средњи век.
Папук је 1999. године проглашен за парк природе.
Позната рекреациона папучка средишта су: Ново Звечево, Јанковац и Велика.
На Папуку су изграђени планинарско-туристички објекти: 
- планинарски дом Лапјак (335 m) 3 километра удаљен од Велике
- термално купалиште Топлице (296 m) недалеко од Велике
- планинарска кућа Тришњица, 7 km од дома Лапјака
- дом горске службе спашавања на Невољашу (725 m)
- скијашка жичара над Језерцем (силази с Невољаша)
- планинарски дом Јанковац (475 m) на северним обронцима Папука